# Wilsznia
Wilsznia (j. łemkowski Вільшня, w latach 1977–1981 Olszanka) – wieś w Polsce, niezamieszkana, położona w województwie podkarpackim, w powiecie krośnieńskim, w gminie Dukla. Leży 2 km na wschód od Olchowca i ok. 1,5 km na północ od granicy polsko-słowackiej. Nazwa pochodzi od słowa wilchy (ukr. olchy).

## Historia

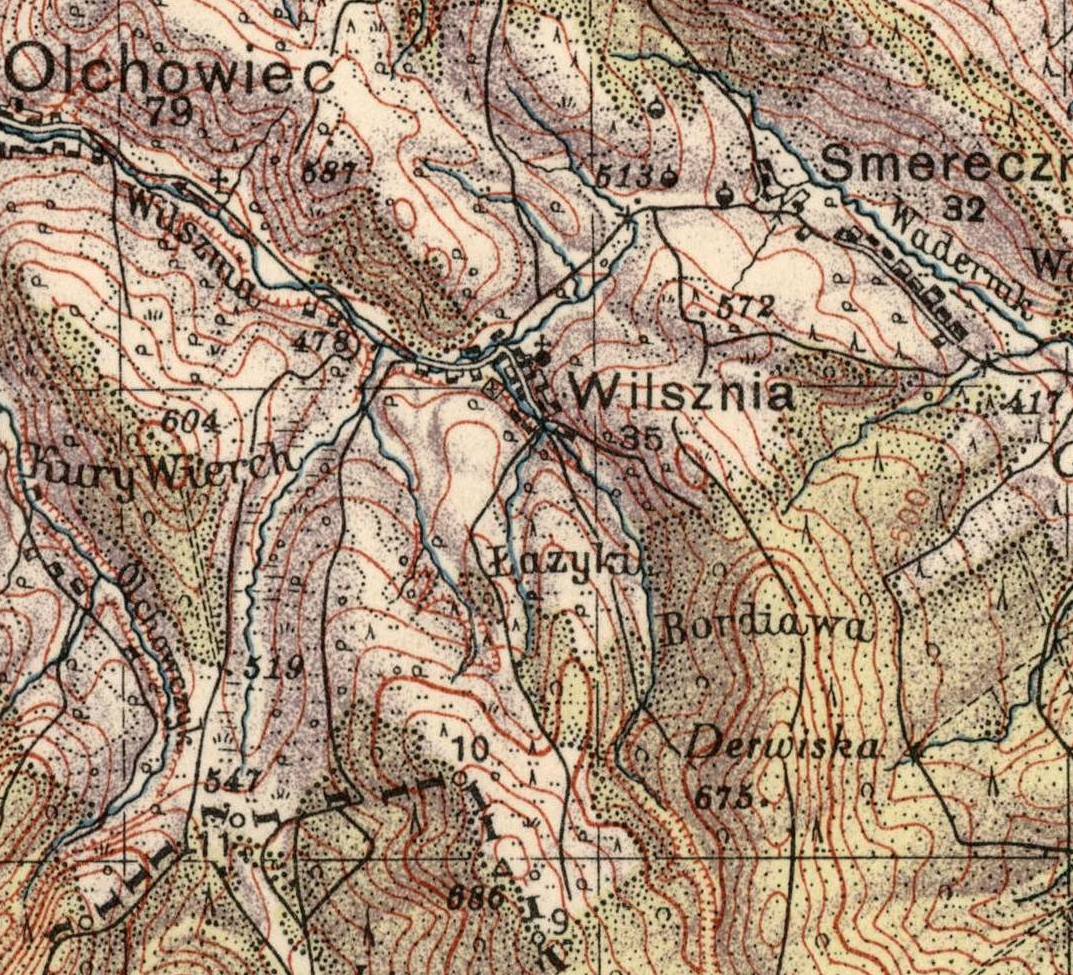
Wieś na mapie Wojskowego Instytutu Geograficznego w skali 1:100 000 z 1938 roku

Leżała w sercu Beskidu Niskiego, u źródeł potoku o tej samej nazwie. Wyodrębniona w XVII lub w XVIII w. W XIX w. wieś stanowiła własność rodziny Thonetów – właścicieli tartaku i fabryki mebli giętych w Barwinku. Mieszkańcy zajmowali się przeważnie wypasem bydła oraz furmanieniem: wozili głównie drewno do Barwinka, a nieraz aż do Krosna. Przed I wojną światową masowo emigrowali za pracą do USA.
W 1927 r. w wyniku schizmy tylawskiej cała ludność wsi (ponad 30 gospodarstw) przeszła na prawosławie. Od tego czasu zamiast do cerkwi greckokatolickiej w Olchowcu mieszkańcy uczęszczali na nabożeństwa do cerkwi prawosławnej w Mszanie. Dopiero w 1935 r. wybudowali własną cerkiew.
We wrześniu 1944 r. podczas tzw. Operacji dukielsko-preszowskiej toczyły się tu przez wiele dni krwawe walki. Miejscowa ludność schowała się do wąwozów bocznych potoków. Wielu mieszkańców zginęło, a prawie wszystkie budynki spłonęły od ostrzału artyleryjskiego. W 1945 r. mieszkańcy wsi, pozbawieni dobytku, dobrowolnie przenieśli się na Ukrainę, do wsi obwodu lwowskiego.

Szlaki piesze
- Baranie – Olchowiec – Wilsznia – Smereczne – Tylawa